# محمد العالم بن إسماعيل
مَحَمَّد بن إِسماعيل واشتهر باسم مَحَمَّد العالم، هو أحد أكبر أبناء سلطان المغرب إسماعيل بن الشريف، نبغ في علوم شتى حتى قيل في حقه:  إنه بلغ درجة الاجتهاد. ولاه والده على درعة، ثم مراكش، ثم تارودانت. واستخلفه بفاس مدة. وأعاده إلى درعة، في بلاد السوس.
يروى أن لالة زيدانة حاولت تغيير مجرى ولاية العهد، فبعد ولادة محمد العالم، أصبح منافسا لولدها زيدان، فحاولت التخلص منه ومن أمه، ونجحت في جعل الحريم يتواطأن معها لإنجاح مشروعها، فأقنعت السلطان بأن أم ولده محمد خانته، فلم يتردد في خنقها حد القتل، ودفعت السلطان إلى تتويج محمد حاكما لتافيلالت لإبعاده. عاد محمد ولم يستسغ المقام هناك، فعينه والده حاكما لسوس. استغلت زيدانة غياب السلطان، فأرسلت رسالة إلى الحاكم الجديد لسوس، تحمل طابع السلطان، تعطيه فيها أمرا بقتل رجل دين في المنطقة ظل محط تقدير السلطان، فلما جاء أولاد الشيخ يشتكون إلى السلطان، استدعى ابنه، الذي أثبت له براءته، وتأكدت لديه مسؤولية زيدانة، فغفر لها السلطان.
كان محمد العالم يريد تطبيق الشريعة في ما يخص الضرائب، حيث كان يدعو لإزالة المكوس والضرائب، وضد سياسة والده في تجنيد العبيد، الذي استطاع تأسيس جيش نظامي أطلق عيه اسم عبيد البخاري، فحضي محمد العالم بتعاطف الفقهاء والمثقفين معه بسوس وفاس. شكك السلطان إسماعيل في شيخ الزاوية الناصرية محمد بناصر الدرعي وإستقدمه إلى مكناس سنة 1696م/ 1107هـ حيث اتهمه أنه يؤازر محمد العالم، خاصة أن الشيخ لم يدع للسلطان على المنابر. تمرد محمد العالم على والده السلطان نحو 1112 هـ وسار نحو مراكش واحتلها عنوة. وبعد أشهر جهز السلطان على إثرها جيشا بقيادة ابنه الأمير زيدان ومعه القائد ابراهيم بوعبدلي.
فانهزم محمد العالم وقام بالفرار إلى تارودانت، وتم أسره في 4 يوليو 1704م وبعثه إلى مكناس وأمر السلطان بإقامة الحد الشرعي عليه، فقطعت يده ورجله من خلاف، فمات متأثراً من ذلك، سنة 1118 هـ 16 يونيو 1706م بمكناس.